# Sampiero Corso

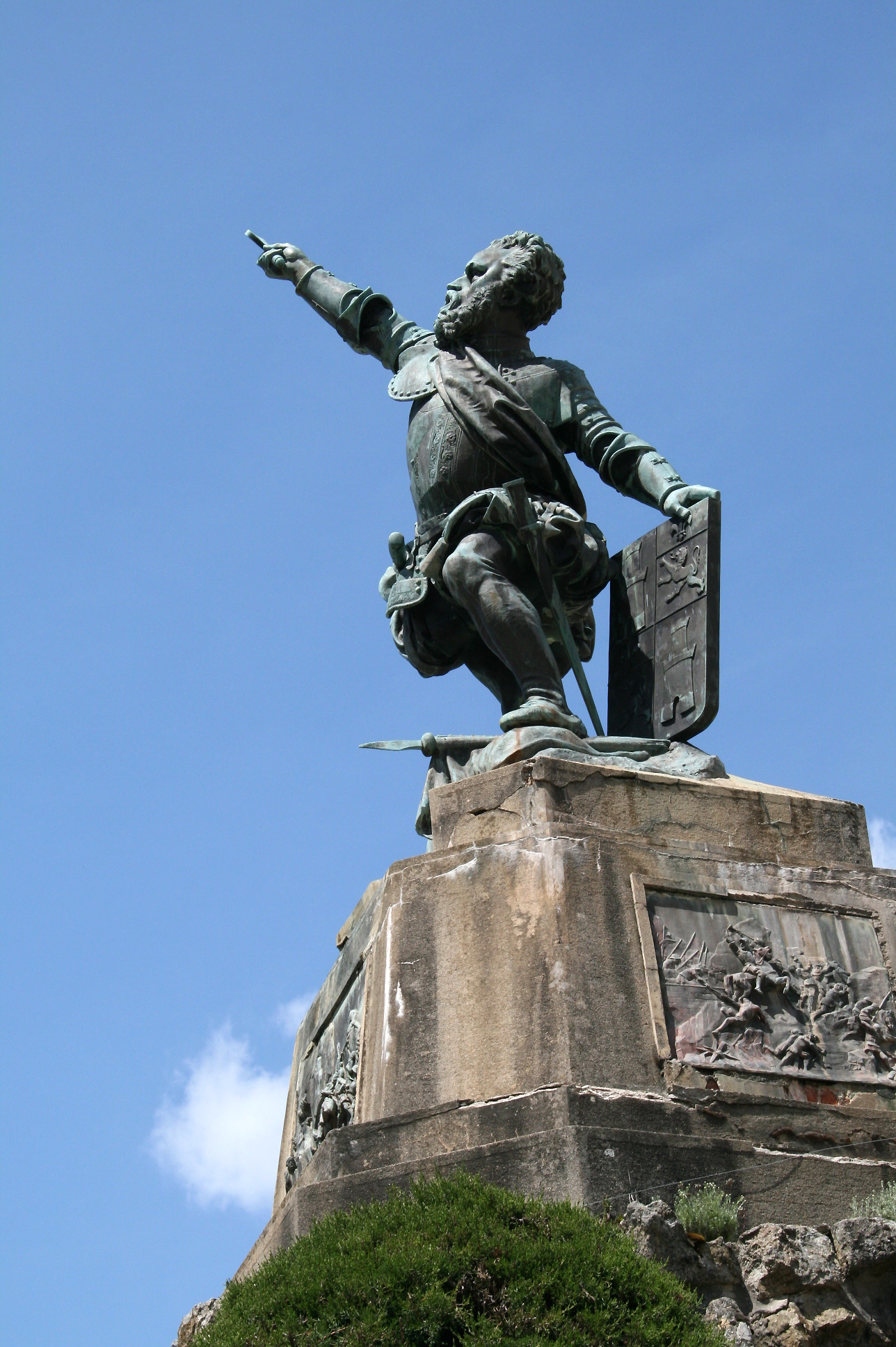
Monument a Sampiero Corso a Bastelica

Sampiero Corso (Bastelica, 1498 - 1567) fou un líder de Còrsega del segle xvi.
Va néixer a Bastelica i era de classe baixa i es va enrolar com a soldat lluitant al servei dels Medici i després, quan Joan de Medici va passar al servei de França, Sampiero va continuar amb ell i va servir a la corona francesa.
Fou nomenat coronel de les guàrdies corses pel rei Francesc I de França. El 1545 es va casar amb la dama corsa Vannina d'Ornano (de 15 anys, ell ja en tenia 47). Va encapçalar el partit francès a l'illa i la seva popularitat fou molt gran. Els genovesos el van empresonar però fou alliberat a petició del rei francès Enric II i això el va empènyer cap al partit francès, que va encapçalar.
El 1553 Sampiero va aconseguir el desembarcament francès i turc i que molts nobles de l'illa s'uniren al seu partit. No obstant les tropes franceses foren derrotades repetidament i els triomfs de Sampiero i els seus homes no van poder compensar les desfetes. Sampiero es va oposar al comandant francès mariscal de Thermes i tot i la seva victòria a col de Tenda el 18 de setembre de 1554 fou cridat a França (1555).
Aviat se’l va deixar tornar però França va abandonar l'illa pel tractat de Cateau-Cambrésis (1559) tot i que ja havia estat incorporada a la corona per la declaració de Viscuvati (Vescovado) el 15 de setembre de 1557. Sampiero va haver d'exiliar-se i fou nomenat ambaixador a Turquia.
Durant la seva absència la seva dona es va deixar manipular pel preceptor dels fills, l'abat Michel-Ange Ombrone, que era en realitat un espia genovès, i va vendre els béns del seu marit i se’n va anar cap a Gènova. El seu marit la va condemnar privadament a mort.
El 1560 fou nomenat governador d'Aix-en-Provence. El 1563 va acomplir la sentència i va matar personalment a la seva dona, crim condemnat per la noblesa francesa. Va tornar a Còrsega el 1564 desembarcant a Valincu. Va organitzar una lluita de guerrilles i va dominar l'interior de l'illa i quan la rebel·lió es va estendre una assemblea a Lívia el va reconèixer com a cap nacional, però fou assassinat pels germans de la seva dona, com a vendetta, prop de Prunelli el 17 de gener de 1567.